# Panganiban
Panganiban est une municipalité des Philippines située dans l'est de la province de Catanduanes. Elle a été créée en 1921 par séparation de la municipalité de Viga, située plus au sud.

## Subdivisions
La municipalité de Panganiban est divisée en 23 barangays (districts) :
- Alinawan
- Babaguan
- Bagong Bayan
- Burabod
- Cabuyoan
- Cagdarao
- Mabini
- Maculiw
- Panay
- Taopon (Pangcayanan)
- Salvacion (Pob.)
- San Antonio
- San Joaquin (Pob.)
- San Jose (Pob.)
- San Juan (Pob.)
- San Miguel
- San Nicolas (Pob.)
- San Pedro (Pob.)
- San Vicente (Pob.)
- Santa Ana (Pob.)
- Santa Maria (Pob.)
- Santo Santiago (Pob.)
- Tibo